# Giovanni Nasalli Rocca di Corneliano
Giovanni Battista Nasalli Rocca di Corneliano (27 de agosto de 1872 - 13 de março de 1952) foi um cardeal italiano da Igreja Católica. Ele serviu como arcebispo de Bolonha de 1921 até sua morte, e foi elevado ao cardinalato em 1923.

## Biografia
Nasalli Rocca di Corneliano nasceu em Piacenza, na família dos condes di Corneliano, como segundo dos três filhos de Pietro Nasalli Rocca di Corneliano, um médico, e Angiola Bovarini; era sobrinho-neto do Cardeal Ignazio Nasalli e tio do cardeal Mario Nasalli Rocca di Corneliano. Recebeu o Sacramento da Confirmação em 1880 e sua primeira Comunhão em 1881, quando estudava no Collegio Vida em Cremona. Após receber a tonsura clerical em 1888 pelo bispo Giovanni Scalabrini, Nasalli Rocca de Corneliano entrou no seminário em Piacenza, onde estudou filosofia, teologia, direito canônico, scuola tomista e teologia moral.
Ele continuou sua educação no Collegio dei Ss. Ambrogio e Carlo, em Roma, em outubro de 1891, e o Collegio Lombardo, onde estudou com Carlo Perosi e Luigi Sincero. Nasalli Rocca foi ordenado ao sacerdócio pelo Bispo Scalabrini em 8 de junho de 1895, e depois fez trabalho pastoral em Piacenza até 1896. Então foi para Roma para assistir à Pontifícia Universidade Gregoriana, de onde obteve seu doutorado em teologia em 1895, e a Pontifícia Academia Eclesiástica, ganhando um doutorado em direito canônico em 1898.
O jovem sacerdote colaborou com o Bispo Giacomo Radini-Tedeschi na organização da Ação Católica em Roma e no resto da Itália e, em 1899, entrou para o serviço da Cúria Romana, após sua nomeação como apprendista na Sagrada Congregação de Assuntos Eclesiais Extraordinários, com o seu secretário, Felice Cavagnis. Tornou-se cônego coadjutor da Basílica da Libéria em 1899, ascendendo para tornar-se cônego completo em 1902. Nasalli Rocca foi elevado ao posto de Prelado Doméstico de Sua Santidade em 5 de maio de 1902, e Protonotário apostólico no dia 31 de maio seguinte. De 1904 a 1906, serviu como Visitador Apostólico para a Visita Sacra de Roma, as dioceses de Ancona, Penna ed Atri, Recanati e Loreto, Teramo e Fermo, Bojano e Campobasso, e para muitos seminários italianos.
Em 25 de janeiro de 1907, Nasalli Rocca foi nomeado bispo de Gubbio pelo Papa Pio X. Ele recebeu sua consagração episcopal no dia 10 de fevereiro do cardeal Vincenzo Vannutelli, com o arcebispo Paolo Barone e o bispo Raffaele Virili como co-consagradores, na Basílica de Latrão. Mais tarde, ele foi nomeado Arcebispo Titular de Thebae e Esmoler Privado de Sua Santidade por Bento XV, em 6 de dezembro de 1916, e um assistente no Trono Pontifício em 9 de dezembro do mesmo ano. Após se tornar assistente eclesiástico da Juventude Católica Italiana em junho de 1921, Nasalli Rocca foi nomeado arcebispo de Bolonha em 21 de novembro de 1921.
O Papa Pio XI criou-o Cardeal-Sacerdote de S. Maria em Traspontina no consistório de 23 de maio de 1923. Ele serviu como legado papal a várias cerimônias religiosas e eventos entre 1923 e 1946, e foi um dos cardeais eleitores que participaram do Conclave de 1939, que selecionou o Papa Pio XII.
Cardeal Nasalli Rocca morreu em Bolonha, aos 79 anos. Foi enterrado na basílica de Madonna di S. Luca.